# Citation apocryphe
 (février 2017).
Si vous disposez d'ouvrages ou d'articles de référence ou si vous connaissez des sites web de qualité traitant du thème abordé ici, merci de compléter l'article en donnant les références utiles à sa vérifiabilité et en les liant à la section « Notes et références ».
 (février 2017).
Une citation apocryphe est une citation attribuée à une personne qui n’a pourtant jamais tenu les propos rapportés, ou alors les a exprimés sous une forme différente.

## Origine
Le sociologue Robert Merton remarqua que certaines situations s'expliquent par ce qu'il appela l'« effet Matthieu », en référence à la phrase de l'Évangile selon saint Matthieu : « À celui qui a, il sera beaucoup donné et il vivra dans l’abondance, mais à celui qui n’a rien, il sera tout pris, même ce qu’il possédait. » Quand la phrase est suffisamment percutante pour rester célèbre, mais que l'auteur ne l'est pas assez pour être retenu, on attribue la phrase à une personne plus célèbre, mais dont les propres idées et le ton correspondent suffisamment pour que cela semble plausible. N. David Mermin explique ainsi que l'effet Matthieu a conduit à attribuer à Richard Feynman sa boutade à propos de la physique quantique : « Shut up and calculate ».
Le Premier ministre britannique Winston Churchill étant célèbre pour sa répartie, il existe de fausses citations de toutes origines qui lui sont attribuées. Propos déformés, contexte modifié, ou attribution abusive — ceci étant favorisé par la tendance qu'avait Churchill lui-même à faire des citations sans le préciser.

## Citations inventées
- Attribué à l'Académie de Platon : « Que nul n'entre ici s'il n'est géomètre » : Cette formule n'apparaît au plus tôt qu'au IIe siècle de notre àre, alors que l'Académie de Platon a disparu en 86 av. J.-C.[3]
- Evelyn Hall : « Je ne suis pas d’accord avec ce que vous dites, mais je me battrai pour que vous ayez le droit de le dire. »

Evelyn Beatrice Hall qui, dans un livre, The Friends of Voltaire, publié en 1906 sous le pseudonyme de S. G. Tallentyre, utilisa la célèbre formule pour résumer la pensée voltairienne. « « I disapprove of what you say, but I will defend to the death your right to say it », was his attitude now », écrit-elle. Elle confirmera par la suite que c’était sa propre expression et qu’elle n’aurait pas dû être mise entre guillemets. Qu’elle soit due à la maladresse de l’auteur ou de l’éditeur, la citation a été rapidement traduite en français avant de connaître le succès que l’on sait.

« J’aimais l’auteur du livre De l’Esprit [Helvétius]. Cet homme valait mieux que tous ses ennemis ensemble ; mais je n’ai jamais approuvé ni les erreurs de son livre, ni les vérités triviales qu’il débite avec emphase. J’ai pris son parti hautement, quand des hommes absurdes l’ont condamné pour ces vérités mêmes. »

— Questions sur l’Encyclopédie, article « Homme »
Elle a été employée pour la première fois en 1906 dans The Friends of Voltaire, livre en anglais d’Evelyn Beatrice Hall écrivant sous le pseudonyme de S. G. Tallentyre, pour résumer la position de Voltaire : « ‘I disapprove of what you say, but I will defend to the death your right to say it’, was his attitude now ».

Le Français se dit volontiers « voltairien », comme il se dit « cartésien » ou « rabelaisien ». C'est un bon vivant à l'esprit logique, à qui « on ne la fait pas ». « Être voltairien » est synonyme d'indépendance d'esprit, de liberté de parole, de liberté de presse, de scepticisme mordant, surtout contre la religion établie.
Une autre citation apocryphe de Voltaire a été souvent citée en janvier 2014 lors de débats en marge de l'affaire Dieudonné : « Pour savoir qui vous dirige vraiment il suffit de regarder ceux que vous ne pouvez pas critiquer. » Selon le site HoaxBuster, il s'agirait d'une citation en anglais d'un certain Kevin Alfred Strom en 1993, traduite en français et attribuée à Voltaire sans que la référence du prétendu texte de Voltaire ne soit jamais précisée.
- Galileo Galilei : « Et pourtant elle tourne ! » (E pur si muove!)
Galilée n’a pas défié ainsi le Saint-Office (ce qui, dans les circonstances extrêmement tendues qui venaient de l'opposer à l'Église, aurait été du suicide), et accepta de se renier. Cette légende a été publiée en 1761 dans Querelles Littéraires[8], un siècle après sa mort.
- Albert Einstein : « L’astrologie est une science en soi, illuminatrice. J’ai beaucoup appris grâce à elle et je lui dois beaucoup. Les connaissances géophysiques mettent en relief le pouvoir des étoiles et des planètes sur le destin terrestre. À son tour, en un certain sens, l’astrologie le renforce. C’est pourquoi c’est une espèce d’élixir de vie pour l’humanité. »
Apparue dans les années 1980, la citation va envahir les sites astrologiques. Elle connait son heure de gloire quand elle est reprise en exergue par l'astrologue Élizabeth Teissier dans sa thèse de sociologie[9]. C'est un bien mauvais argument d'autorité puisque, en réalité, Einstein avait très mauvaise opinion de l’astrologie[10].
- La citation « si les abeilles venaient à disparaître, l'humanité n'aurait plus que quatre années devant elle » attribuée à Albert Einstein est une rumeur propagée dans les médias. Elle a été énoncée pour la première fois en 1994 (39 ans après la mort d'Einstein) dans une brochure distribuée par l’Union Nationale de l’Apiculture Française à l’occasion d’une manifestation à Bruxelles contre la politique agricole européenne[11],[12]. Einstein était physicien et non biologiste. Sans abeilles, la pollinisation d’un grand nombre de plantes ne se ferait plus, entraînant la disparition de nombreux animaux et des effets dévastateurs sur l'agriculture et la biosphère de manière générale[13].
- Général Pierre Cambronne sur le champ de bataille de Waterloo : « La garde meurt, mais ne se rend pas », phrase démentie d'ailleurs par l'intéressé lui-même « puisque je ne suis pas mort c'est que je me suis rendu »[14]. Victor Hugo affirmera dans Les Misérables qu'il aurait répondu « merde » (« le mot de Cambronne »).
- Henri IV de France lorsqu'il accepte de renoncer à la foi réformée pour entrer dans Paris : « Paris vaut bien une messe ! ». La phrase tire vraisemblablement son origine des propos prêtés au « duc de Rosny » (Sully) dans Les Caquets de l'accouchée (récit anonyme de 1622) : « Comme disoit un jour le duc de Rosny au feu roy Henry le Grand, que Dieu absolve, lors qu'il luy demandoit pourquoy il n'alloit pas à la messe aussi bien que lui : Sire, sire, la couronne vaut bien une messe ; aussi une espée de connestable donnée à un vieil routier de guerre merite bien de desguiser pour un temps sa conscience et de feindre d'estre grand catholique[15] ».
- « Lafayette nous voici ! » par le général en chef des armées américaines à l'arrivée de ses troupes en France, durant la Première Guerre mondiale. Cette citation aurait été inventée pour son article par Gaston Riou, qui n'avait pu assister au discours. On suppose aussi qu’elle aurait été prononcée le jour anniversaire de l’Indépendance des États-Unis d'Amérique, le 4 juillet 1917 par le colonel Stanton, sur la tombe de La Fayette au cimetière de Picpus à Paris[16].
- André Malraux : « Le XXIe siècle sera spirituel ou ne sera pas ». (On trouve aussi « religieux » au lieu de « spirituel ».) Cette phrase semble une citation non littérale de deux propos authentiques : « Je pense que la tâche du prochain siècle, en face de la plus terrible menace qu'ait connue l'humanité, va être d'y réintégrer les dieux. » et « Le problème capital de la fin du siècle sera le problème religieux – sous une forme aussi différente de celle que nous connaissons, que le christianisme le fut des religions antiques[17]. »
- Elvis Presley : « Je n'ai besoin des Noirs que pour acheter mes disques et cirer mes pompes[18] ». Il n'y a aucune preuve qu'il ait affirmé cela, et rien ne laisse à penser que ce grand admirateur de la culture afro-américaine ait pu avoir des opinions racistes. Par ailleurs, le succès commercial d'Elvis fut dû principalement au public blanc, précisément parce qu'il contribuait, à travers le rock 'n' roll naissant, à offrir une interprétation « présentable » du rhythm 'n' blues considéré comme une « musique de Noirs pour des Noirs », les deux styles pourtant très proches faisant alors l'objet de classements séparés, en vertu de la ségrégation raciale qui était alors à l'œuvre.

- Charles X n'a pas déclaré, à la Restauration « Rien n'y est changé [à la France] si ce n'est qu'il s'y trouve un Français de plus ! ». C'est Jacques Claude Beugnot qui l'écrit, piloté par Talleyrand qui fait publier cette déclaration dans le Moniteur. Celui qui est alors comte d'Artois la rejette dans un premier temps, mais, devant le succès de la formule, se dira convaincu de l'avoir prononcée[19] !
- « La grandeur d’une nation et son progrès moral peuvent être jugés à la façon dont elle traite ses animaux… Je suis d’avis que plus une créature est faible, plus elle est en droit d’être protégée par l’homme de sa propre cruauté. » aurait déclaré Mahatma Gandhi. C'est une pure invention mille fois citée dans la presse et dans les livres[20].
- Charles de Gaulle : « Des chercheurs qui cherchent, on en trouve ; des chercheurs qui trouvent, on en cherche ». Si cette formule existe dès  1960, elle n'est liée au général que pendant les années 1990[21].

## Auteur modifié
- Marie-Antoinette : « Qu'ils mangent de la brioche ! » En fait, les pamphlétaires lui ont attribué une citation des Confessions de Jean-Jacques Rousseau, publiées en 1778 : « Je me rappelai le pis-aller d’une grande princesse à qui l’on disait que les paysans n’avaient pas de pain, et qui répondit : “Qu’ils mangent de la brioche”. J’achetai de la brioche. » (Livre sixième : 1736).

- Hermann Göring ou Joseph Goebbels : « Quand j'entends le mot “culture”, je sors mon revolver. » (en allemand : « Wenn ich “Kultur” höre... entsichere ich meinen Browning » litt. quand j'entends le mot “culture”, j'ôte le cran de sûreté de mon Browning.). Cette phrase vient d'une pièce de théâtre allemande jouée en 1933, Schlageter, de Hanns Johst[22],[23], et était devenue une plaisanterie récurrente en Allemagne. Elle a par la suite été prononcée par Baldur von Schirach, chef des Jeunesses hitlériennes, lors d'un discours en 1938[24].

- Simon IV de Montfort ou Arnaud Amaury : « Tuez-les tous, Dieu reconnaitra les siens », durant le sac de Béziers, en 1209.
Cette phrase présente en fait les trois types des citations apocryphes, puisqu'elle est :
  - inventée : plusieurs chroniqueurs, présents dans la région de Béziers au moment du sac, ont raconté les faits sans mentionner cette phrase et c'est seulement dans la chronique de l'Allemand Césaire de Heisterbach, rédigée entre 1219 et 1223, qu'elle apparaît pour la première fois. La chronologie des évènements au cours de la prise de Béziers rend cette citation improbable. Le rapport d'Arnaud Amaury à Innocent III d'août 1209 dit clairement le contraire[25].
  - auteur modifié quand on l'attribue à Simon de Montfort, car Césaire de Heisterbach la place dans la bouche d'Arnaud Amaury, le légat du pape pour la croisade des Albigeois. Simon de Montfort n'étant à ce moment qu'un obscur participant de la croisade des Albigeois, il paraît étonnant que les croisés lui aient demandé son avis.
  - propos modifié, car les paroles que Césaire prête à Arnaud Amaury sont : « Massacrez-les, car le Seigneur connaît les siens. »[26]
  - Joinville (1224 – 1317) place l'affirmation inverse dans la bouche d'un jeune croisé, en Égypte lors de la première des croisades entreprises par Louis IX, au cours d'une bataille où les croisés étaient tellement inférieurs en nombre que l'avis général était de se rendre, mais un jeune chevalier répond (en résumé) « Laissons-nous tous tuer, ainsi demain nous serons tous en Paradis » ou en détail (Livre des saintes paroles et des bons faiz nostre roy saint Looys, manuscrit, v. 1309, chap. LXIII in fine):
Ne tarda guères que nous veismes venir quatre galies du soudanc, là où il avoit bien mil homes. Lor j'appelai mes chevaliers et ma gent, et leur demandai que il vouloient que nous feissions, ou de nous rendre aus galies le soudanc, ou de nous rendre à ceus qui estoient à terre. Nous acordames tuit que nous amions mieus que nous nous rendissions aus galies le soudanc, pour ce que il nous tiendroient touz ensemble, que ce que nous nous rendissions à ceus qui estoient à terre, pour ce que il nous esparpilleroient et venderoient aus Beduyns. Lors dist un miens celeriers, qui estoit nés de Doulevens: «Sire, je ne m'acort pas à cest conseil.» Je li demandai auquel il s'acordoit, et il me dist: «Je m'acort que nous nous lessons touz tuer; si nous en irons tuit en paradis.» Mais nous ne le creumes pas.

## Propos modifiés ou tronqués
- Jean-Paul Sartre : « Il ne faut pas désespérer Billancourt », tiré de Nekrassov,  pièce à message, « jugée communiste par les anticommunistes, et anticommuniste par les communistes » est une « citation apocryphe » et un malentendu, selon Michèle Ressi, chercheur au CNRS et auteur de "L'Histoire en citations" à travers 1200 auteurs cités[27]. Elle ne figure pas dans les 144 citations Jean-Paul Sartre répertoriées par le quotidien Ouest-France[28].
- Madame de Sévigné : « Racine passera comme le café. » Mme de Sévigné n'appréciait ni le théâtre de Jean Racine ni le café mais le rapprochement entre ces deux termes vient de Voltaire et de Jean-François de La Harpe.
- Benjamin Franklin : « Un peuple prêt à sacrifier un peu de liberté pour un peu de sécurité ne mérite ni l'une ni l'autre, et finit par perdre les deux. » La phrase exacte est : « Ceux qui peuvent renoncer à la liberté essentielle pour acheter un peu de sécurité temporaire, ne méritent ni la liberté ni la sécurité. », et rien n'atteste que Benjamin Franklin en soit l'auteur puisqu'elle apparaît dans une lettre qu'il a seulement contribué à rédiger[29]. Par ailleurs, son utilisation fréquente pour dénoncer des lois jugées liberticides au service d'objectifs sécuritaires contraste fortement avec son sens d'origine, destiné à convaincre la famille Penn de payer une taxe pour financer la défense de la Pennsylvanie contre les Français et les Indiens[29].

- Mirabeau : « Allez dire à ceux qui vous envoient que nous sommes ici par la volonté du peuple et que nous ne quitterons nos places que par la force des baïonnettes ! » La phrase exacte est plus probablement : « Cependant, pour éviter tout équivoque et tout délai, je déclare que si l’on vous a chargés de nous faire sortir d’ici, vous devez demander des ordres pour employer la force ; car nous ne quitterons nos places que par la puissance des baïonnettes. » Mais la version emphatique est la plus connue[30].

- Michel Rocard : « La France ne peut pas accueillir toute la misère du monde... » La formule a bel et bien été prononcée par le premier ministre en 1989, cependant elle se serait poursuivie dans son énoncé initial par un complément qui en change nettement le sens : « ...mais elle doit en prendre fidèlement sa part. » Dans un article publié dans Le Monde en 1996, puis au 70e anniversaire de la Cimade en 2009, Michel Rocard se plaignit de la citation récurrente et systématiquement tronquée d'une phrase de lui sous la forme : « La France ne peut accueillir toute la misère du monde », alors que selon lui, la forme complète était : « La France ne peut accueillir toute la misère du monde, mais elle doit en prendre fidèlement sa part. »[31]

Toutefois, d'après un article de Thomas Deltombe, retraçant l'historique de la polémique, Michel Rocard a bel et bien prononcé la version courte de la phrase, dans un énoncé visant clairement à justifier une politique anti-immigration (dans un contexte de montée du Front national), et ce à au moins deux reprises : le 3 décembre 1989 à l'émission 7 sur 7, et le 7 janvier 1990 devant des élus socialistes originaires du Maghreb. Lors de l'allocution du 7 janvier 1990, Michel Rocard aurait ainsi déclaré : « [...] la France n’est plus, ne peut plus être une terre d’immigration nouvelle. Je l’ai déjà dit et je le réaffirme : quelque généreux qu’on soit, nous ne pouvons accueillir toute la misère du monde. »
- Antoine Lavoisier : « Rien ne se perd, rien ne se crée, tout se transforme ».
- Charles Darwin : « Les espèces qui survivent ne sont pas les espèces les plus fortes, ni les plus intelligentes, mais celles qui s'adaptent le mieux aux changements » la phrase est très couramment attribuée à Darwin n'est pas de lui. Elle est cependant dans le marbre du hall de l'Académie des sciences de Californie et a été aperçue encore dans une exposition consacrée à la paléontologie à la Cité des Sciences à Paris. Une citation tronquée à également été mise en évidence par le British National History Museum de Londres, plus exactement sur le site internet de l'exposition célébrant le bicentenaire de Darwin: «Dans la lutte pour la survie, les plus aptes gagnent aux dépens de leurs rivaux, parce qu'ils réussissent à s'adapter le mieux à leur environnement». «Ces phrases n'apparaissent nulle part dans l'oeuvre de Darwin», affirme Patrick Tort, auteur de nombreux ouvrages sur Darwin et le darwinisme qui travaille au Muséum national d'histoire naturelle à Paris. Mais le plus préjudiciable est que les citations sont non seulement attribuées à tort à Darwin, mais ne sont pas non plus fidèles à sa pensée. En effet d'après son œuvre L'Origine des Espèces, publiée en 1859, il y dévoile la théorie de la sélection naturelle. Or les espèces qui survivent davantage ne sont pas les espèces qui s'adaptent le mieux au changement. «Ce sont les plus chanceuses, ou celles qui ont déjà les bonnes caractéristiques physiques pour les transmettre à la génération suivante», explique ce professeur[35].
- Golda Meir : « La paix viendra lorsque Nasser aimera ses propres enfants plus qu'il ne détestera les Israéliens »[36] et « Ce que nous reprochons à Nasser, ce n'est pas seulement d'avoir tué nos fils, mais de les avoir forcés à tuer d'autres personnes pour la survie d'Israël »[36]. La véracité de cette réplique sera sérieusement contestée par l'enquête fouillée de Harvey Rachlin dans The Jewish Press[36] et le quotidien israélien Haaretz[37]. On en trouve une première version dans un recueil de citations de Golda Meir datant de 1970[38] mais les auteurs, Israel et Mary Shenker, ne les ont pas reprises dans leur nécrologie de Golda Meir dans le New York Times en avril 1974, contenant pourtant plusieurs dizaines de citations de la défunte. Une troisième version, sans source et encore profondément modifiée, est évoquée dans un livre de Jean Daniel en 2008[39], mais sous la forme seulement du souvenir d'une tierce personne, car précédée de « les colombes, paralysées, se souviennent de l'adresse de Golda Meir aux Égyptiens », référence à Nasser qui émane probablement du recueil contesté de 1970[38], et où « leur pardonner de nous avoir forcés à tuer leurs fils » devient « vous pardonner  de nous avoir contraints à tuer les vôtres ». D'autres versions encore durcies seront imaginées.